# Множествена интелигентност
Теорията за множествената интелигентност е развита от Хауърд Гарднър в книгата му Frames of Mind: The Theory of Multiple Intelligences. Теорията оспорва тезата, че човешката интелигентност може да бъде измерена с един показател като коефициент на интелигентност (IQ). Според нея всеки индивид се развива паралелно, но с различна скорост, в различни сфери на интелигентност. Първоначално идентифицираните от него видове интелигентност (по-късно той добавя и други) са:
- Лингвистична интелигентност – свързана с говоримия и писмен език. Хора с висока лингвистична интелигентност обикновено са добри в четенето, писането и разказването на истории. Възприемат по-лесно като четат, си водят записки, слушат лекции, участват в дискусии и дебати. Чуждите езици им се удават по-лесно.

- Логико-математическа интелигентност – свързана с логика, абстракции, обосновки и числа. Обикновено хора с развита такава интелигентност са добри в математиката, шаха, програмирането и други логически или изчислителни дейности. Това е сферата в теорията на Гарднър, която най-много се доближава до IQ.

- Музикална интелигентност – тази област е свързана с чувствителността към звуци, ритъм, тонове и музика. Съответно хората с развита музикална интелигентност са добри в пеенето, свиренето и композирането.

- Телесно-кинестетична интелигентност – основните елементи на този вид интелигентност е контрол над движенията на тялото и умението да се борави с предмети. Към това Гарднер добавя усещане за време и умението да се обучава тялото на рефлекси. Такъв тип хора учат най-лесно чрез използване на движения. Според Гарднър виртуални симулации не могат да пресъздадат необходимото физическо научаване.

- Пространствена интелигентност – Тази област е свързана с пространствено мислене. Подходяща е за дизайнери и архитекти.

- Интерперсонална интелигентност – свързана с взаимоотношенията с другите. Според теорията такива хора обикновено са екстровертни и са чувствителни към чуждите настроения и чувства. Те са добри и в работата в екип. За тях е типично да учат в групи и да ценят дискусии и дебати. Подходящи кариери са продажби, политика, управители, учители или социални работници.

- Интраперсонална интелигентност – свързана с умението на хората да се вглеждат в себе си. Такива хора са изразено интровертни и познават добре силните и слабите си страни. Често те предпочитат да работят сами.

## Книги
- Хауърд Гарднър, Нова теория за интелигентността. Множествените интелигентности на 21 век, Сиела